# セサミストリートのクリスマス (1978年のテレビスペシャル)
セサミストリートのクリスマス（Christmas Eve on Sesame Street）は、チルドレンズ・テレビジョン・ワークショップのセサミストリートのテレビスペシャルシリーズ。アメリカ合衆国で1978年12月3日にPBSで放送された。

## 登場人物
ビッグバード
操演 - キャロル・スピニー、
オスカー・ザ・グラウチ
操演 - キャロル・スピニー、リチャード・ハント（アシスタント）
アーニー
操演 - ジム・ヘンソン、リチャード・ハント（アシスタント）
バート
操演 - フランク・オズ
クッキーモンスター
操演 - フランク・オズ、リチャード・ハント（アシスタント）
カウント伯爵
操演 - ジェリー・ネルソン
スナッフィー
操演 - ジェリー・ネルソン
カーミット
操演 - ジム・ヘンソン
リンダ
演 - リンダ・ボーヴ
デイビッド
演 - ノーザン・キャロウェイ
パティ
演 - デビー・チェン
フーパーさん
演 - ウィル・リー
スーザン・ロビンソン
演 - ロレッタ・ロング
マリア
演 - ソニア・マンザーノ
ボブ・ジョンソン
演 - ボブ・マクグラス
ゴードン・ロビンソン
演 - ロスコー・オーマン
オリビア・ロビンソン
演 - アライナ・リード
ストリート・ミュージシャン
演 - ダニー・エプスタイン
チェット・オブライエン
演 - ミスター・マッキントッシュ
サンタクロース
演 - ジョン・ストーン

## 歌
- "Feliz Navidad" - ホセ・フェリシアーノ作曲による楽曲。ビッグバードが子供たちとスケートをしながら歌っている。
- "True Blue Miracle" - 仲間たちがアイスショーからセサミストリートへ帰る途中で歌っている。
- "Keep Christmas with You (All Through the Year)" - ボブのアパートで、リンダが子供たちと一緒にコーラス合唱をしている。
- "I Hate Christmas" - オスカーがクリスマスを嫌だと思うときに歌う楽曲。
- "Have Yourself a Merry Little Christmas" - バートとアーニーが一緒にクリスマスプレゼントを開けた後に歌っている。
- "Keep Christmas with You (All Through the Year)" (Reprise), 終盤本編で仲間たちが合唱する。

## ソフト化・配信
- アメリカでは1987年と1996年にVHS、2002年と2008年にDVDを発売。日本では1989年10月21日に日本語解説つきの英語版VHSがソニー・ミュージック・エンタテインメントから発売されたことがある。
- 2020年12月、HBO Max（現：Max）で配信されている。「Feliz Navidad」に合わせてビッグバードがスケートをしているシーンはカットされているが、クッキー、スーザン、ゴードンが本編終盤に登場するシーンは現在も残っている。